# Alois Kayser

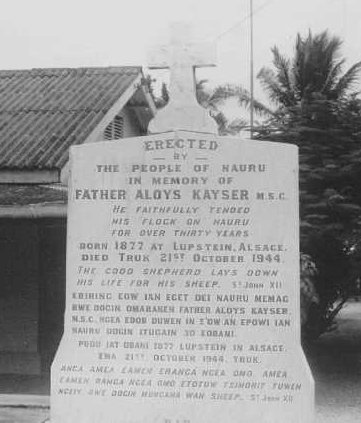
Monument ter ere van Alois Kayser

Alois Kayser (Lupstein/Elzas, 29 maart 1877 - Chuuk, 21 oktober 1944) was een Frans Rooms-katholieke missionaris die bijna 40 jaar van zijn leven in Nauru heeft doorgebracht. Hij schreef over de Nauruaanse grammatica en waarschijnlijk heeft hij ook een woordenboek geschreven. In 1943 werd hij samen met de Nauruaanse populatie door Japan verbannen naar Micronesië, waar hij later overleed. Uit respect heeft de regering van Nauru een technische school in Ewa naar hem genoemd.